# Méli mélo
 (juillet 2016).
Si vous disposez d'ouvrages ou d'articles de référence ou si vous connaissez des sites web de qualité traitant du thème abordé ici, merci de compléter l'article en donnant les références utiles à sa vérifiabilité et en les liant à la section « Notes et références ».
Méli mélo (Milly, Molly) est une série télévisée d'animation néo-zélando-singapourienne en 26 épisodes de 6 minutes créée par Gill Pittar, adaptée du livre, également de Gill Pittar depuis 2000, produite par Scrawl Studios et Inspidea, diffusée à partir de 2006 sur ABC en Australie.
En France, la série est diffusée sur Piwi+.

## Synopsis
Les histoires de deux amies aussi différentes que complices : Mélissa la métisse et Mélodie la blondinette.

## Voix françaises
- Patricia Legrand : Mélo
- ? : Méli
- Marie Nonnenmacher : la maman de Mélo, Henry
- Éric Missoffe : le papa de Méli
- Marie Diot : Ralph

## Épisodes
1. Premier Jour de classe
2. Tante Maude
3. Le Vol en montgolfière
4. Un fidèle compagnon
5. Ralf
6. La Promenade de Marius Doudou
7. Les Écharpes secrètes
8. Un pique-nique mouvementé
9. Méli et Mélo font du camping
10. Le Voleur de chats
11. Les Brioches magiques
12. Panache
13. Le Chêne de grand-père
14. La Journée des animaux
15. La Cabane dans les arbres
16. Mademoiselle coup de tête
17. La Tempête
18. Gaston potiron
19. La Kermesse de l'école
20. Émilie la pagaille
21. La Petite Lili
22. Cancan
23. L'Aire de jeux
24. Les Chaussettes porte-bonheur
25. Sel et Poivre
26. Hélène la graine